# Winslow (Maine)
Winslow est une ville du comté de Kennebec (Maine), aux États-Unis, d'une population d'environ 7743 habitants.

## Histoire
Winslow fut jadis un établissement amérindien nommé Taconock. Durant la Première Guerre intercoloniale, Benjamin Church fit une troisième attaque à partir de Boston en 1692. Durant son expédition, ses 450 hommes attaqua les villages amérindiens de Pentagouet et l'endroit de la ville de Winslow. 
Winslow fut ensuite colonisé par des colons de Plymouth.
En 1754, le Fort Halifax fut construit par le gouvernement du Massachusetts sur une péninsule au confluent de la rivière Sébasticook et Kennebec. C'est là que l'établissement de Winslow fut établi en l'honneur du général John Winslow, de Marshfield (Massachusetts), qui avait présidé à la construction du fort.